# Jarabacoa
Jarabacoa és un municipi de la República Dominicana a la província de La Vega. Aquesta localitat es caracteritza pel seu clima primaveral, amb una temperatura mitjana de 21 graus Celsius. Coneguda també com la capital ecològica de la República Dominicana.

## Geografia

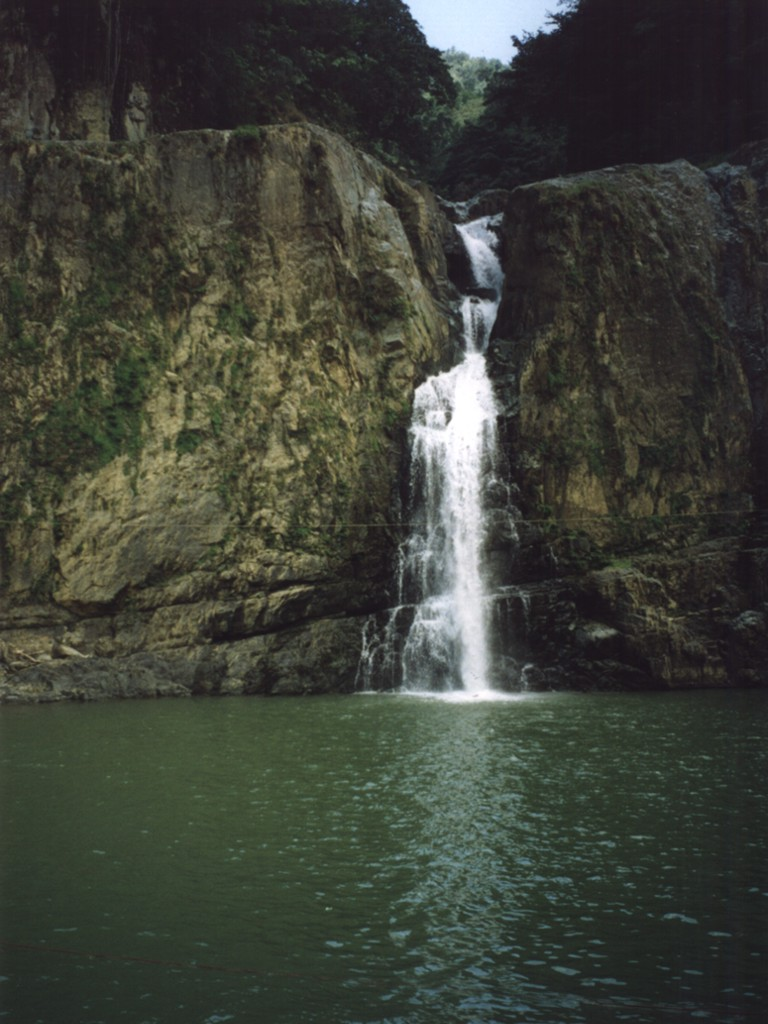
Cascades de Jimenoa, Jarabacoa

Situada en el mateix centre de la serralada central, Jarabacoa s'aixeca en un altiplà de 525 m. d'altura. Limita al nord amb La Vega, al sud-est amb Señor Nouel, Constanza al sud i Jánico al nord-oest. Té una naturalesa impressionant. Per aquest municipi passa el riu més gran del Carib, el Yaque del Norte (300 quilòmetres), dos impressionants salts d'aigua: el Salto de Jimenoa i el Salto Baiguate i es troba prop al Pic Duarte (el més gran de les Antilles amb 3.175 metres).

## Comunicacions
Les carreteres principals conduïxen a La Vega, Constanza, Manabao, Jumunuco, Tavera i Janico. La població es troba a 2 hores i mitja de Santo Domingo en un recorregut de 130 quilòmetres per l'Autopista Duarte i 21 quilòmetres per la carretera Federico Basilis.

## Història
El 27 de setembre de 1858 Jarabacoa comença la seva vida com a municipi, categoria obtinguda després d'una trajectòria que venia des de principi del segle xix. Jarabacoa havia estat un territori habitat pels indis taínos. A l'arribar els Espanyols a l'illa, alguns es van establir en aquest lloc, a la recerca d'or i plata, però després van abandonar la zona. Després es va donar un procés d'establiment de població massiva a conseqüència de les primeres invasions haitianes sobre la part espanyola de l'Illa. La de Toussaint Louverture, en 1801 i la J. Dessalines, en 1805. En ser incendiada i destruïda La Vega per Dessalines, el 1805, molts dels seus habitants es van refugiar en les muntanyes de Jarabacoa on posteriorment es van quedar a viure. Durant l'ocupació haitiana (1822-1844) continu l'emigració a Jarabacoa, la qual augment durant les guerres per la Independència. Molts habitants del Sud es van establir aquí.
En 1854 Jarabacoa és erigit com a lloc militar en virtut de la seva posició estratègica en la comunicació entre el Cibao i el Sud. Tenia una població de 2.000 habitants i molts dels seus homes es van destacar com soldats brillants en les gestes per la independència. Tals són els casos del General José Duren i el també General Norberto Tiburcio. Quatre anys més trigui Jarabacoa és elevada a la categoria de Comuna mitjançant un decret del President Pedro Santana, el 7 de Setembre.

## Persones destacades
- Norberto Tiburcio. Militar.
- Huascar Rodriguez. Empresari
- Obdulio Jimenez. Empresari.
- Juan Pablo Sierra (1920-2004) Empresari.
- Belarminio Ramirez. Empresari.
- Víctor Manuel Ramírez (Nelito).(1930-2006). Poeta, investigador i empresari.